# シオドーラ (小惑星)
シオドーラ (440 Theodora) は小惑星帯に位置する小惑星。1898年10月13日、エドウィン・フォスター・コディントンがカリフォルニアハミルトン山で発見した。
彼の後援者の娘の名前から名づけられたという。